# 內扎特·達奇
內扎特·達奇（1944年6月26日—）是科索沃政治家。2001年，他作為總統易卜拉欣·魯戈瓦的科索沃民主聯盟黨員當選為科索沃議會議長。2006年，由於科索沃民主聯盟內部的內訌，他被趕下議長職務。他是科索沃議會議員，也是達爾達尼亞民主聯盟的領導人，該聯盟是他在競選科索沃民主聯盟領導人失敗後創立的。

## 科索沃代理總統
內扎特·達奇自易卜拉欣·魯戈瓦去世後的2006年1月21日起擔任科索沃代理總統，直至2006年2月11日法特米爾·塞伊迪烏當選總統。